# Louis Gauchat
Louis Gauchat, né le 12 janvier 1866 aux Brenets et mort le 22 août 1942 à Lenzerheide, est un linguiste suisse.

## Biographie
Il étudie les patois romands. En 1899 il crée le « Glossaire des patois de la Suisse romande », un institut fondé en vue de la publication d’un glossaire complet des patois romands. Il reçoit des subventions des cantons romands et de la Confédération et l'aide de Jules Jeanjaquet et Ernest Tappolet pour les travaux de relevés phonétiques. Le premier fascicule du glossaire paraît en 1924,,.
Il est le père du graphiste et illustrateur Pierre Gauchat.